# Margit Anna

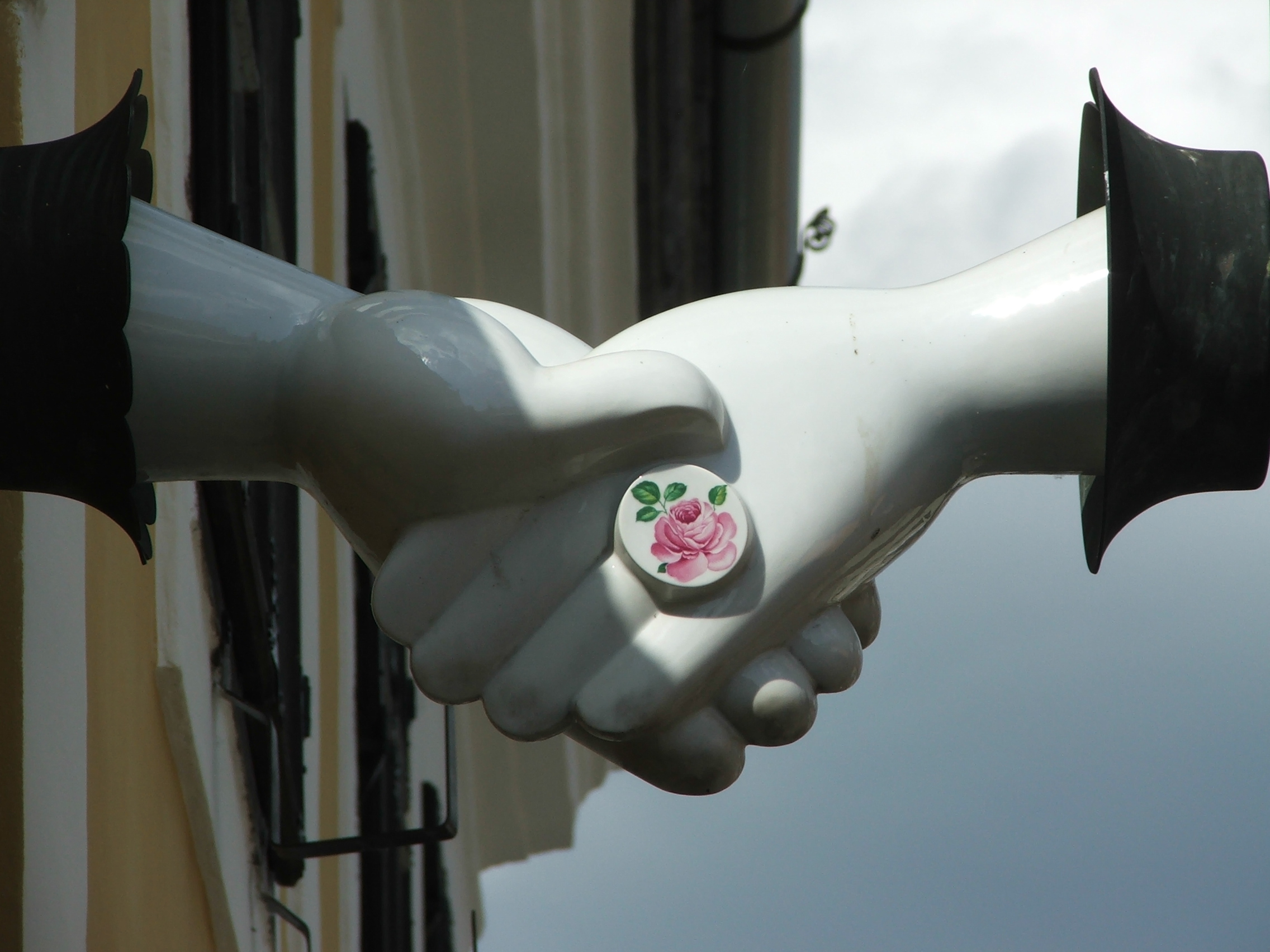
Domovní znamení na Muzeu Imreho Amose a Margit Anny v Szentendre.

Margit Anna, rozená Margit Sichermann, (23. prosince 1913 Borota, Maďarsko – 3. června 1991 Budapešť) byla maďarská malířka.
V letech 1932–1936 navštěvovala Vaszaryho školu. V roce 1937 odjela se svým manželem Imre Ámosem do Paříže, kde se mimo jiné setkali s Chagallem. Chagallův vliv je patrný v jejích raných dílech, která se podobají i dílům jejího manžela, jde o lyricky provedené malby s groteskními prvky.
Po smrti manžela v koncentračním táboře v roce 1944 se její styl stává zemitějším a trpčím. V letech 1945–1948 se v jejích malbách objevuje motiv loutky, která symbolizuje člověka čelícího historickým událostem.
Po roce 1949 se z politických důvodů nemohla účastnit uměleckého života a opět začala malovat až v polovině šedesátých let. V jejím pozdním díle opět nacházíme loutky, tentokrát však v lehce surrealistickém zpracování.